# اندیس الویر
الویر یک اندیس مصالح ساختمانی است که در حوالی شهر ساوه استان مرکزی قرار دارد و مادهٔ معدنی موجود در آن، سنگ تزئینی است.سنگ میزبان این اندیس آهکهای مرجانی است و دیرینگی آن به دوران الیگومیوسن می‌رسد. 